# Zaldi

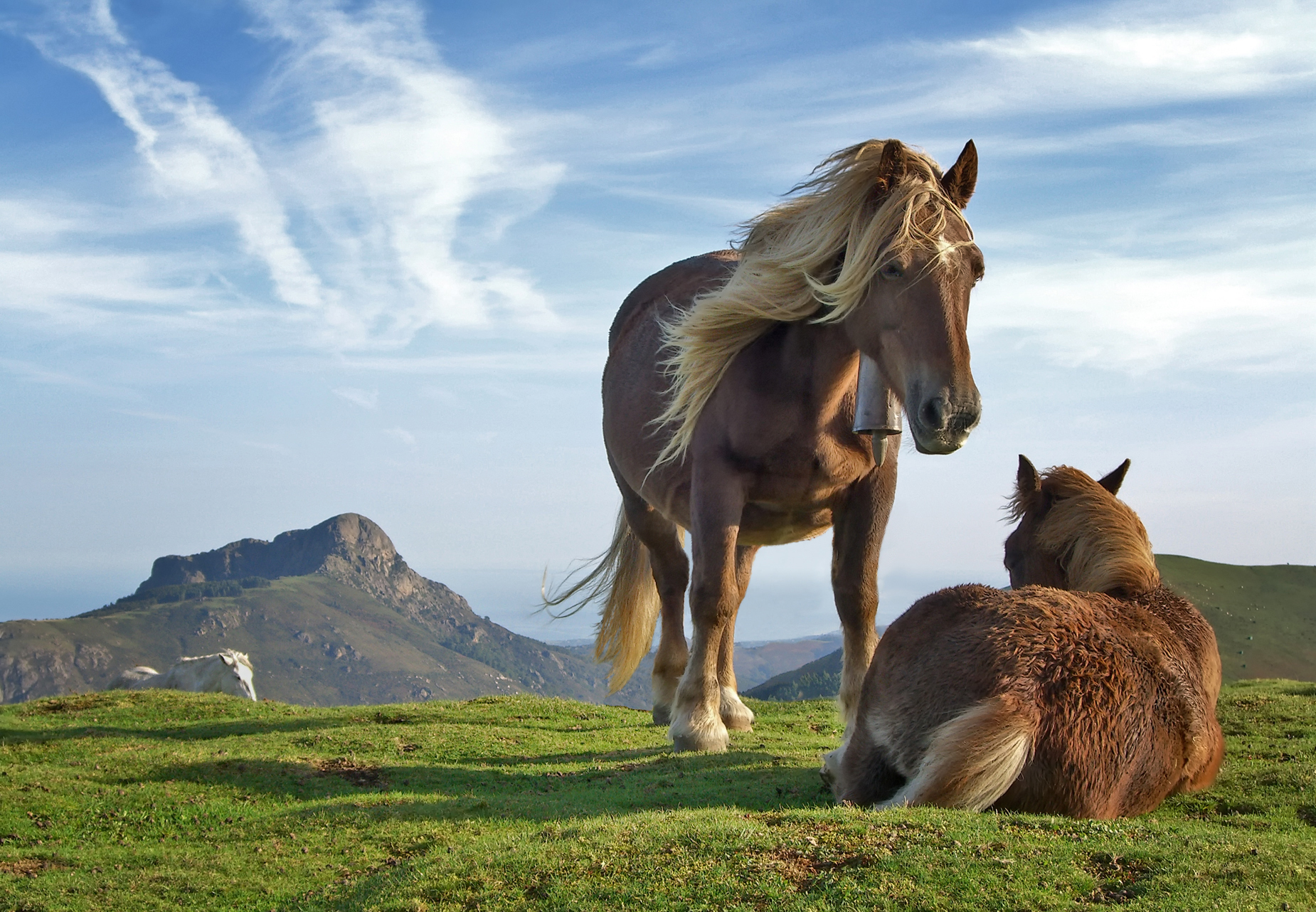
Pottoks sur le Bianditz

Zaldi est un Irelu ou génie présent dans les contes et légendes de la mythologie basque,. Dans de nombreux contes mythiques, c'est l'une des figures adoptées par les sorcières ou Sorginak

## Vocabulaire
Zaldi signifie « cheval » en basque. Le suffixe a désigne l'article : zaldia se traduit donc par « le cheval ».

## Élevage
Les chevaux que l'on peut voir accrochés sur les contreforts des montagnes basques appartiennent à diverses races. la plupart sont des pottoks, mais les plus lourds sont des chevaux de montagne lourds. Sauf exception, ils ne connaissent pas la stabulation. Ces chevaux ont vécu ainsi librement jusqu'à nos jours. Leurs maîtres les descendent de la montagne lorsqu'ils veulent leur faire exécuter quelques travaux ou lorsqu'ils veulent les vendre. Ils ont alors souvent recours à des battues, organisées entre plusieurs chasseurs.

## Croyances
La fréquentation de cet animal, tenu en grande estime par nos ancêtres, détermina quelques formes d'expressions ou de symboles articulant leur vie spirituelle. En effet, c'est sous forme de cheval que sont représentés certains génies souterrains ou des personnages mis en scène dans des récits mythiques du peuple basque.
Dans la région de Tardets (Soule), de la caverne de Laxarrigibel, située dans un des contreforts d'Ahüski, près d'Alçay-Alçabéhéty-Sunharette, sort un être qui se manifeste sous les traits d'un cheval blanc. Il séquestra une fois un jeune homme de ce pays, mais qui n'était guère intégré dans son milieu social.
Zamari zuria, est un cheval blanc, un cheval sans tête qui hante les montagnes basques (Navarre, vallée de Baztan, des Aldudes, de Luzaide, les crêtes de l'Esterenguibel…). Le voir est un présage de mort ou, tout au moins, de malheur imminent. Le Zamari zuria, représentant l'esprit du maïs des céréales, est représenté par un danseur dans les fêtes de la Soule et du Guipuscoa.
La jument blanche maléfique est fréquente dans les légendes navarraises et souletines.

## Légendes

### La jument d'Obantzun
Des domestiques envoyaient paître une jument noire dans la montagne et la redescendaient le soir, le premier qui voyait la bête gagnait le droit de revenir en la chevauchant. Un soir la domestique vit la jument noire et l'enfourcha, mais l'animal l'embarqua et la mena au gouffre d'Obantzun, bientôt, il n'y eut plus aucun signe de vie de la jeune femme. Son compagnon attendit vainement, puis il vit la véritable jument plus bas. La domestique avait été enlevée et lorsque les gens de la maison lavèrent leur linge, ils trouvèrent les boucles d'oreille et la bague de la domestique dans la fontaine d'Itturan.

### Le cheval sans tête

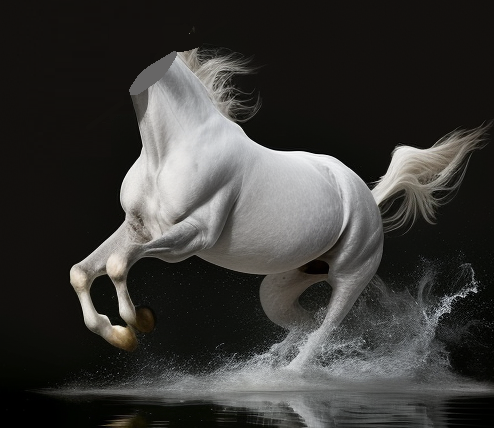
Le cheval sans tête qui annonce la mort.

Les forestiers et les contrebandiers qui travaillent dans les forêts qui couvrent la vallée de la Nive, du Laurhibar et du gave de Larrau craignent par dessus-tout de rencontrer un jour le cheval sans tête, appelé parfois Zamaria Xuria (le cheval blanc). En effet, ce dernier est un annonciateur de la mort.
Cette superstition indique que les Basques, comme beaucoup d'autres peuples, croyaient en l'existence de génies psychopompes. Des génies qui guident l'âme des morts, qui tiennent un rôle intermédiaire entre le monde des vivants et celui des morts.